# Fráter György
Fráter György vagy György barát (eredeti nevén Juraj Utješenić vagy Utišinović, anyja családi nevéről Martinuzzi Györgyként is ismert; Kamicsác, 1482. június 18. – Alvinc, 1551. december 17.) pálos szerzetes, katona, országos és erdélyi politikus, helytartó, váradi püspök, majd esztergomi érsek és bíboros.
Utyeszenics György horvát kisnemesi családban született; Corvin János, utána pedig Szapolyai János anyja szolgálatába állt. Huszonnégy évesen szerzetesnek állt és tehetsége a rendháza perjelévé emelte. A mohácsi csata utáni belháborúban a királlyá választott Szapolyai János tanácsadójává vált. 1534-ben kincstartóvá és váradi püspökké nevezték ki. Az ország egyik legjelentősebb tisztviselőjeként János király 1540-es halálakor rábízta a fia, János Zsigmond gyámságát. Fráter György hamarosan az ország első emberévé, az elsődleges döntéshozóvá lépett elő. Fő céljának a kettészakadt ország török védnökség alatti egyesítését tartotta János Zsigmond uralkodásával, de miután a törökök 1541-ben elfoglalták Budát, rájött, hogy az egyesítés csak a Habsburgok katonai támogatásával hajtható végre. Kényszerű, kétfelé szolgáló politikájával egyszerre próbálta megtartani az Erdélyt János Zsigmondnak, mint vazallusnak adományozó Szulejmán bizalmát és titokban átjátszani a keleti országrészt Habsburg Ferdinándnak. Ezt a célt szolgálta az 1541-es gyalui és az 1548-as nyírbátori egyezmény. 1550-ben megkezdte Erdély és a Tiszántúl átadását Ferdinándnak, János Zsigmondot megfosztva koronájától. Az ezt követő török válaszlépéseket diplomáciával leszerelte, de a törököknek tett kedvezmények miatt a császári katonai kormányzó Gianbattista Castaldo gyanúba fogta, hogy a törököknek akarja átadni Erdélyt, ezért alvinci otthonában meggyilkoltatta. A bíboros meggyilkolásának ügyében egyházi bizottság nyomozott. Gyilkosait felmentették.

## Származása és ifjúkora
Utyeszenics György 1482. június 18-án született a Krka folyó mentén fekvő Kamicsác (Kamičac) várában (a várnak ma már csak romjai láthatók). Apja a horvát kisnemes Utyeszenics Gergely (Grgura Utišinović) volt, aki „békéltető” jelentésű családnevét akkor kapta, amikor rablók fosztották ki a környék parasztságát, ő pedig saját költségén gabonát vásárolt nekik, a támadókat pedig emberei élére állva elüldözte. Anyja a „régi nemesi” származású Martinusevics Anna (Ana Martinušević) volt, a későbbiekben neve olaszos formájáról nevezték a barátot Martinuzzi Györgynek. Györgynek három idősebb fivére volt: a katona Miklós és Jakab, valamint az államtudományt tanult Mátyás; volt egy lánytestvére is. Mindhárom bátyja fiatalon halt meg, Jakab Nándorfehérvár 1521-es ostromakor esett el. Nővére, Anna Draskovics Bertalanhoz ment feleségül és három fia született, köztük Draskovich György kalocsai érsek.
Nyolcéves korára, kb. 1490-re György apja és nagyobb bátyjai meghaltak, családi birtokuk pedig török megszállás alá került. A fiú elmenekült a szülőföldjéről és Corvin János szolgálatába állt, aki Vajdahunyad várába küldte. Itt élt, saját bevallása szerint „nagy nyomorúságban” húszéves koráig, amikor 1502–1504 körül Szepesvárra ment, Szapolyai István nádor (akinél apja korábban szolgált) özvegyének, Tescheni Hedvig udvarába. Az özvegy szívesen fogadta és György gyorsan lépdelve a ranglétrán, hamarosan már a palotaőrség tagjai közé tartozott. Verancsics Antal életrajza szerint néhány évvel később átkerült az özvegyasszony fia, Szapolyai János kíséretébe, aki ekkor erdélyi vajda volt. Fráter György saját visszaemlékezései szerint 24 évesen felhagyott az udvari élettel és Budán beállt a pálosok szerzetesrendjébe, feltehetően a Szt. Lőrinc-kolostorban. Innen még novíciusként átkerült a sajóládi rendházba. A tehetséges György barátot a rend częstochowai kolostorba küldte, ahol szorgalmával, szervezőképességével kiemelkedett társai közül és a történeti hagyomány szerint az 1520-as évekre rendházfőnökké lépett elő, bár ez kétséget kizáróan nem bizonyítható. Kolostori évei egyébként is rosszul dokumentáltak. 1527 végén a częstochowai központból visszakerült Sajóládra, ahol kinevezték a helyi pálos rendház perjelévé. Kinevezése valószínűleg összefüggött azzal, hogy Szapolyai János 1527-ben megerősítette a korábban anyja és öccse (Szapolyai György) által a kolostornak tett adományokat és egy megbízható hívét szerette volna látni a rendház élén.

## Szapolyai János szolgálatában

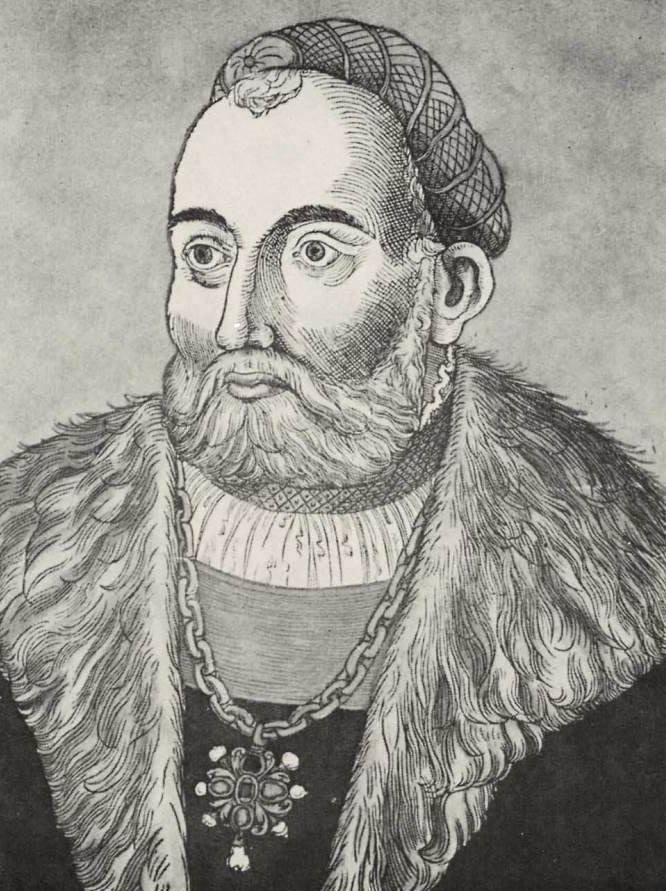
Szapolyai János

A mohácsi csatában elesett II. Lajos, Magyar-, valamint Csehország pedig uralkodó nélkül maradt. A Habsburgokkal kötött korábbi szerződés értelmében a korona Ferdinánd főhercegre szállt volna (mint ahogyan Csehország esetében meg is történt), a magyar nemesség egy jelentős része azonban nem akart idegen uralkodót és 1526 novemberében, a székesfehérvári országgyűlésen megválasztották Szapolyai Jánost királynak. Az arisztokrácia egy másik része, azonban azt remélve, hogy a Habsburgok katonai ereje elegendő lesz a törökök elleni védekezéshez, decemberben Ferdinándot ismerte el az ország urának. A két párt és a két király kezdetektől feszült viszonya hamarosan fegyveres összecsapásokig fajult. Szapolyai János 1528. március 20-án a szinai csatában súlyos vereséget szenvedett és Lengyelországba volt kénytelen visszavonulni, amelynek királyával, I. Zsigmonddal jó kapcsolatokat ápolt. Menekülése előtt még magához hívatta Fráter Györgyöt, hogy bizonyos értékeit őrizze meg számára. György ehelyett csatlakozott a külföldre távozó királyhoz és az ő ügyének szentelte energiáit, tehetségét. Legalább háromszor visszatért Magyarországra, hogy tárgyaljon a János-párti főurakkal (többek között Ártándy Pál, Báthory István, Tornallyai Jakab és Czibak Imre váradi püspök), biztosítsa hűségüket és sereggel vonuljanak a visszatérő uralkodó elé. György későbbi életét a Szapolyai-család iránti hűség határozta meg (kivéve azt az alkalmat Buda török megszállás után, amikor úgy ítélte, hogy ezzel az országnak ártana).
Miután János király török segítséggel visszatért, György egy időre eltűnik a dokumentumokból, feltehetően az uralkodónak végzett különféle szolgálatokat vagy visszatért Sajóládra. Első jelentős hivatalos megbízatását Lodovico Gritti kormányzótól kapta, aki 1532-ben kinevezte a budai vár udvarbírójává (provisor), ami azt jelentette hogy a királyi birtokok jószágigazgatói feladatkörét kellett ellátnia és részben ő irányította az udvartartást is. György ennek ellenére nem számított Gritti emberének, mert amikor azt 1534 szeptemberében meggyilkolták, a szerzetessel nem számoltak le, sőt a király kinevezte őt a Gritti halálával megürült kincstartói posztra. A György iránti bizalmat mutatja, hogy még ebben az évben királyi tanácsosi címet kapott, sőt kinevezték (választott, vagyis a pápa által nem jóváhagyott; III. Pál csak 1539-ben szentesítette a kinevezést) váradi püspöknek és örökös bihari főispánnak. Emellett megtartotta budai udvarbírói tisztét, amit kiegészített a budai várnagyi méltósággal (utóbbiakat 1541-ig, Buda török kézre kerüléséig viselte).
Kincstartónak lenni igen nehéz feladatot jelentett, mert a belháborús körülmények között csak körülményesen, sokszor fegyveres erővel lehetett beszedni a királyi jövedelmeket. György barát sikeresen látta el a feladatát, kíméletlenül beszedte az adókat és biztosította János király politikájának, háborúskodásának anyagi fedezetét. Ellenőrzése alá vonta az erdélyi kamarákat, élükre saját embereit állította, akiket pontosan elszámoltatott. Még Nádasdy Tamástól is elvette az erdélyi sóbányák igazgatását, aki pedig éppen ezekért cserébe állt át Szapolyai pártjára. Nádasdy ezután visszatért Ferdinándhoz és hosszú időre Fráter György ellensége maradt, bár előfordult, hogy kénytelenek voltak együtt dolgozni. A formális jövedelmek mellett a kincstartó bőrrel, gyapjúval, borral és gabonával kereskedett, amiből szintén szép haszonra tett szert.

## A váradi béke

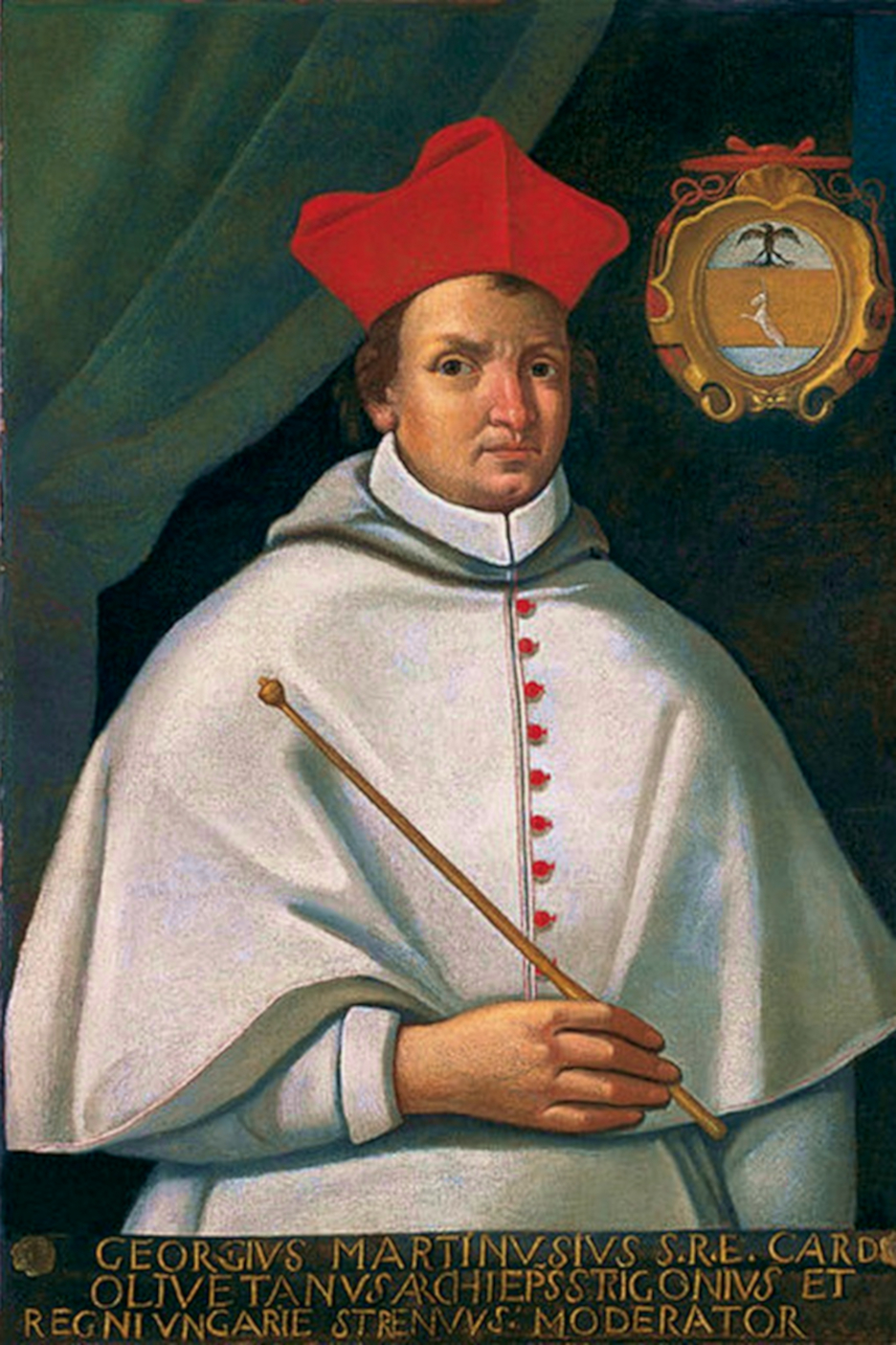
18. századi festmény Fráter Györgyről

Az 1530-as évek közepére kiderült, hogy a magyar koronáért vetélkedő két király, Ferdinánd és Szapolyai, nem bírnak egymással. Állandósult a belháború, a főurak ide-oda csapódtak, az ország szétzilálódott. A felek éveken át tárgyaltak egymással, hogy végleges megoldást találjanak a krízisre. A folyamat 1534-ben kezdődött, de a megbeszélések rendre zátonyra futottak, mert mindkét király abból indult ki, hogy magának akarta az ország egészét. Az 1536-ban kezdődő utolsó szakaszban Szapolyait Fráter György, Brodarics István és Frangepán Ferenc képviselte, míg Habsburg részről Jonann von Wese lundi érsek harcolt Ferdinánd jogaiért. A Szapolyai-féle követség, miután az osztrák főherceggel nem boldogultak, Nápolyba utaztak V. Károly császárhoz (Ferdinánd bátyjához) és egy kompromisszumos javaslatot terjesztettek elé. Eszerint Szapolyai Ferdinándot teszi meg örökösének, de cserébe élete végéig használhatja a királyi címet, az országot megosztják egymás között, és visszakapja (Habsburg-hű erők által megszállt) régi birtokait. Bár részproblémák miatt ekkor még nem sikerült megegyezni (többek között Kassa és Erdély hovatartozásában és a Szapolyai-birtokok pontos kiterjedésében voltak viták), 1537-ben Károly már azt javasolta öccsének, hogy fogadja el a feltételeket. Wese érsek nagyváradi tárgyalásai alatt így írt urának: János országában a Fehér barát (monachus albus) irányít mindent, önkényesen adóztat, megnyúzatja akit akar, magának és urának kincseket halmoz fel. Kiszámíthatatlanak, kiismerhetetlennek tartotta Györgyöt, aki mindig új javaslatokkal állva elő hátráltatta a tárgyalásokat. A kincstartónak jó oka volt a késlekedésre, a francia-Habsburg háború fellángolása miatt arra számított, hogy jobb feltételeket csikarhat ki ellenfelétől.
A megállapodást végül 1538. február 24-én kötötték meg Nagyváradon a fenti feltételek szerint. Ferdinánd június 10-én írta alá Breslauban, Károly pedig valamivel később Toledóban. A béke azonban nem állt teljesen helyre, János hívei (Balassa Menyhért, Bebek Ferenc, Podmaniczky Rafael) rendszeresen betörtek a Ferdinánd uralta területre és a határ mentén kisebb-nagyobb területeket el is foglaltak; a vádak szerint az akciók hátterében Fráter György állt, aki így akarta megnagyobbítani az ura hatalma alatt álló országrészt. A békeszerződést azonban nem hirdették ki, János biztosítékot kívánt, hogy Habsburg részről segítséget kap egy esetleges török támadás elhárítására.
Ferdinánd végül azért is ment könnyen bele a váradi béke feltételeibe, mert János király ekkor 52 éves volt, gyenge egészségű és nem volt sem felesége, sem gyerekei. 1537-ben azonban felmerült, hogy az uralkodó feleségül vehetné régi szövetségesének, I. Zsigmond lengyel királynak lányát, Izabellát. A házasság megszervezésében lengyel részről Jan Tarnówski krakkói várnagy, magyar részről pedig Fráter György munkálkodott. György szerepét bizonyítja Bona lengyel királyné egy 1542-es levele, melyben arra kéri a barátot, hogy Erdélyben is gondoskodjék a lányáról, hiszen ő volt a házasság szerzője (author matrimonii) és ő vitte Izabellát Magyarországra. Személyesen ugyan nem ő utazott Krakkóba, a küldöttséget Brodarics István váci püspök vezette és miután megállapodtak a szerződés részleteiben, Magyarországra vitték az alig húszéves Izabellát, aki 1539. március 2-án Székesfehérváron megesküdött Szapolyai Jánossal.

## Szapolyai János halála
1539 végén, 1540 elején a két erdélyi vajda, Balassa Imre és Majláth István titkos Szapolyai-ellenes szervezkedésbe fogott. Pontos céljaik nem ismertek, feltehetően Ferdinánd kezére akarták átjátszani Erdélyt, de volt olyan vélekedés is, hogy a román vajdaságok mintájára török fennhatóság alatti fejedelemséget akartak szervezni. 1540 márciusában titkos országgyűlést hívtak össze Marosvásárhelyre, de az erdélyi főurak nem támogatták őket olyan mértékben, mint szerették volna, de a rendek azért küldötteket menesztettek János királyhoz, hogy bepanaszolják Fráter Györgyöt, aki elmondásuk szerint rettenetesen súlyos adókat vet ki rájuk, amiket kegyetlenül, önkényesen hajt be, valamint várakat építtet, amiket a nemesség költségén tart fenn. János király Tordára hívatott össze országgyűlést, ahol védelmébe vette tanácsadóját és elmondta, hogy a török támadás elhárítására feltétlenül szükség van a Porta adójának pontos fizetésére. Jóindulata jeléül ennek kifizetését két évre magára vállalta. Majláthot a király halálra ítélte és miután a vajda bezárkózott Fogaras várába, Török Bálint ostrom alá vette; ám rövid idő múltán felhagyott az ostrommal.
A Majláth-ügy rendezése közben Szapolyai János megbetegedett, és átköltözött Szászsebesre. Itt kapta a hírt, hogy felesége fiút szült neki. Az ünneplés azonban annyira kimerítette, hogy állapota válságosra fordult és július 21-én vagy 22-én reggel meghalt (Verancsics Antal szerint már régóta betegeskedett és több szélütés is érte; az utolsó után kilenc napig feküdt kómában, mire elhunyt). Halála előtt arra kérte tanácsadóit, hogy koronázzák meg a fiát, akinek gyámjául Fráter Györgyöt és Petrovics Pétert jelölte ki. János király kívánsága felborította az addigi törékeny egyensúlyt, mert nyíltan szembement a váradi béke feltételeivel. Sok főúr nem is volt hajlandó végrehajtani, hanem átálltak Ferdinándhoz, akit az ország jogos királyának tartottak. Fráter György a Rákos mezejére sürgősen országgyűlést hívott össze és szeptember közepén királlyá választatta a csecsemő János Zsigmondot. Megszerveződött az új kormányzat, amelyben a kiskorú király fölött Izabella királyné és Fráter György gyámkodott, a belügyeket Petrovics Péter, a hadügyet Török Bálint, a pénzügyeket pedig a barát irányította. Az ország tényleges irányítójának azonban vitán felül György bizonyult.
Az özvegy királyné tanácsadói, köztük az apja, Zsigmond lengyel király is úgy vélték, hogy támogatottsága nem elegendő az ország megtartására, ezért arra próbálták rávenni, hogy egyezzen ki a Habsburgokkal, az apai örökségre vonatkozó biztosítékok ellenében adja át nekik a koronát. Fráter György azonban elszántan védte János király végakaratát, így a királynét igyekezett elszigetelni minden befolyástól és annak érdekében, hogy megakadályozza az elhamarkodott lemondást, szinte már házi őrizetben tartotta.

## Buda eleste

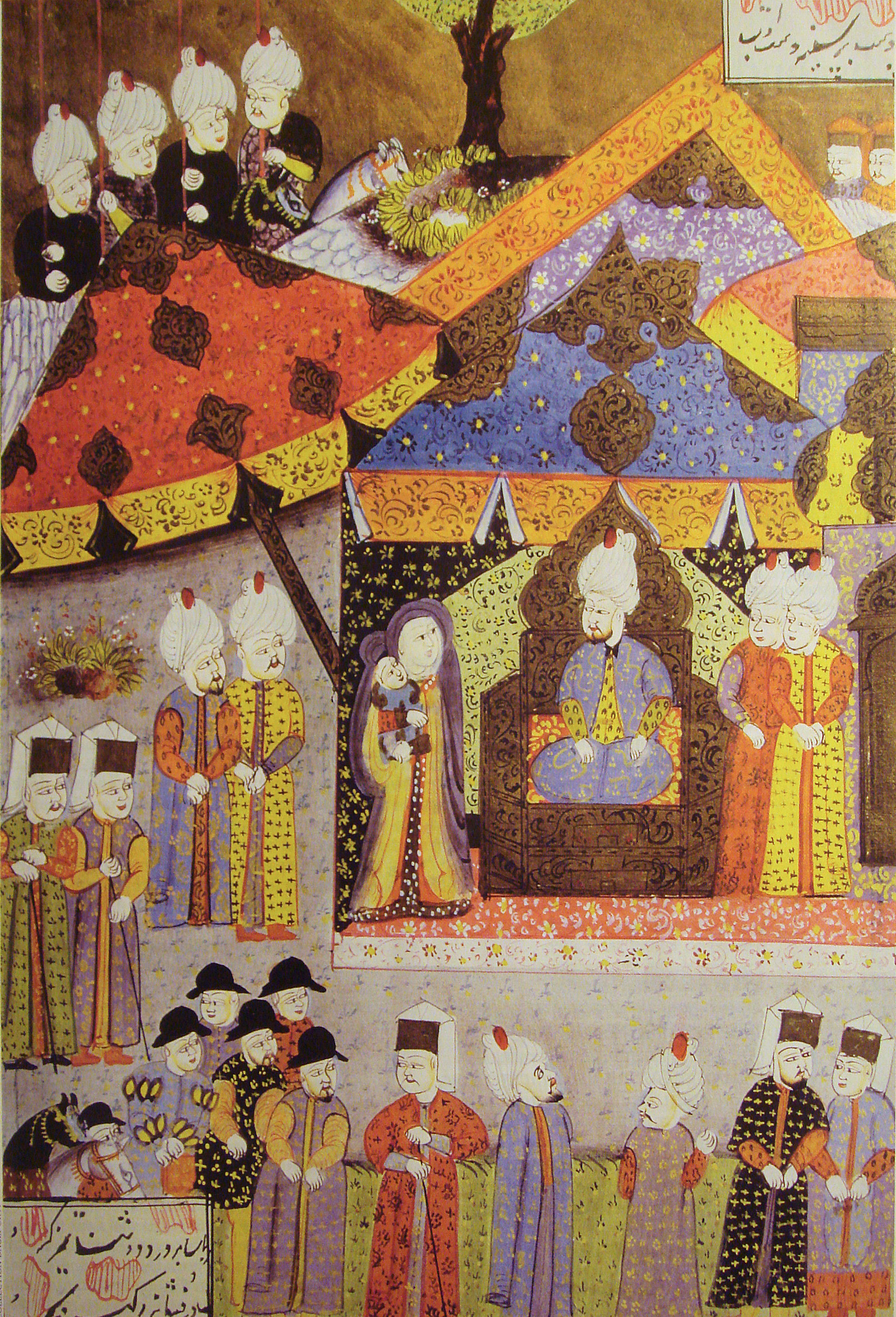
Izabella királyné és a csecsemő János Zsigmond Szulejmán szultán előtt (török miniatúra)

1540 októberében Ferdinánd Révay Ferencet és Thurzó Eleket küldte követségbe Izabellához a korona átadásának ügyében. Miután a tárgyalások kudarcba fulladtak, az osztrák főherceg a fegyveres megoldást választotta. Csapatai Leonhard von Vels vezetésével október–november során elfoglalták Vácot, Visegrádot, Tatát, Székesfehérvárt és Pestet, Budát pedig Wilhelm von Roggendorf ostrom alá vette.
Még 1540 őszén megérkezett a királynéhoz a szultán követe, aki miután meggyőződött arról, hogy János Zsigmond valóban Izabella gyermeke (Izabella előtte megszoptatta a csecsemőt), elismerte őt magyar királynak és megígérte, hogy a szultán megvédelmezi őt minden ellenségétől. A következő év tavaszán meg is kezdték a még mindig ostrom alatt álló Buda felmentésére induló sereg szervezését, amellyel június 19-én indult el. A hadsereg a vazallus vajdaságok segéderőivel együtt 60-70 ezer főt tett ki. Roggendorf május közepén erősítést kapott és teljesen körbevétette a várost, amelynek falait ágyúkkal meggyengítették (teljesen szétlőni nem akarták a közelgő török támadás miatt), de a védők makacsul kitartottak. A rohamok során maga György barát is „a csuhát levetve és sisakot öltve a harcolók között villogtatta kivont kardját”. A várbeli ellenzék június 13-án megpróbálta beengedni az ostromlókat, de Roggendorf a korábbi megállapodás ellenére nem magyarokat, hanem német zsoldosokat küldött be a nyitva hagyott kapun, akiket a belső várőrség megtámadott és lekaszabolt. Augusztus végére a lassan haladó török sereg már közel ért, előörsei összecsaptak Roggendorf embereivel. 20-án még egy utolsó rohamot indítottak, majd annak kudarca után a közel érő szultán elől visszavonultak. Szulejmán augusztus 26-án vert tábort Buda alatt és magához hívatta Izabellát, János Zsigmondot és a főurakat. Egyedül Izabella merte visszautasítani a meghívást (azzal, hogy nem illendő nőként egy férfi sátrába mennie), de a gyerekkirályt egy dajkának így is át kellett vinnie. Szulejmán kijelentette, hogy neki nagy költségébe került idejönnie, nem akarja ezt az utat rendszeresen megismételni, ezért birtokba veszi a budai várat és helyőrséget helyez el benne. Az urak nem mertek ellenkezni, mire parancsot adtak a janicsároknak a bevonulásra. A főurakat egy hétig őrizetben tartották, majd közölték velük, hogy János Zsigmond megkapja Erdélyt és a Tiszántúlt, ahol a padisah kegyelméből uralkodhat. Szulejmán szeptember 22-én indult vissza Budáról és magával vitte a fogságba vetett Török Bálintot.
A Fráter György halála után tartott perben sokan, főurak, egyházi személyek, polgárak egyaránt vádolták azzal a barátot, hogy ő volt az oka Buda elestének, ő hozta be a törököt; ha időben átadja a hatalmat Ferdinándnak, az megvédte volna az országot. Maga György állítólag így emlékezett vissza később: „Cselekedeteimben eddig nem hibáztam, hacsak nem Buda török kézre adásában, de annak nem egyedül én voltam az oka.” Valójában Szulejmánt nem kellett „behívni”, ő Magyarországot vazallus államnak tekintette, amelynek királya az ő jóindulatából ül a trónján. Maga Ferdinánd is küldött követséget 1540 októberében Isztambulba, amely adófizetés ellenében a szultán engedélyét kérte János király koronájának megöröklésére. A követet azonban fogságba vetették és Szulejmán már akkor elhatározta, hogy sereget küld a magyar helyzet tisztázására.
Buda török kézre kerülése alapjában rengette meg Fráter György addigi politikáját, amely a két részre szakadt ország egyesítését célozta meg egy nemzeti uralkodóval, török védnökség alatt. Miután keserűen csalódnia kellett a szultán jóindulatában, pálfordulást hajtott végre és felvette a kapcsolatot Ferdinánddal. 1541. december 29-én megkötötték a titkos gyalui egyezményt, amelyben visszatértek a váradi béke feltételeihez és Izabella (Fráter György nyomására) lemondott Erdélyről és a Temesközről. A Habsburgok kötelezték magukat hogy a birtokbavétel előtt megfelelően nagy hadsereggel vonulnak fel és visszaveszik Budát. Utóbbira 1542 szeptemberében került sor, de a Joachim Hektor Hohenzollern vezette rendezetlen zsoldossereg két hét után ostrom nélkül kivonult az országból. Mivel Ferdinánd képtelennek látszott megvédeni Magyarországot egy török retorziótól, az 1542 decemberében tartott tordai országgyűlésen a rendek kijelentették, hogy fizetni fogják az adót a szultánnak és János Zsigmond alattvalóinak tekintik magukat; ezzel a gyalui megegyezés gyakorlatilag kútba esett.

## Az új ország megszervezése
A szultán által János Zsigmondnak adott keleti országrész így gyakorlatilag külön állammá vált, melynek első embere, legbefolyásosabb vezetője vitathatatlanul Fráter György volt. Ő volt az aki megszervezte a pénzügyeit, a védelmét, ő tartotta kézben a külpolitikáját. Mivel nem bízott senkiben és igen veszélyes kétkulacsos politikát folytatott, amelyben egyszerre próbálta elaltatni Isztambul gyanakvását és hosszú távon Ferdinánd kezére játszani a tartományt, igyekezett minél nagyobb hatalmat koncentrálni a kezében és céljait, lépéseit titokban tartotta. Emiatt kétszínűnek tartották, manőverein nem tudtak kiigazodni.
1542-től kezdve az országgyűléseken sorra hozták a közigazgatást, törvényhozást, bíráskodást szabályozó rendeleteket; ezeknek a gyűléseknek is a vezéralakja volt a fehér barát.
Halmozta a tisztségeket, helyzete a keleti országrészben gyakorlatilag megingathatatlanná vált. Bár kormányzói címet nem vett fel (az Gritti óta gyűlölt titulus volt) 1542-ben főkapitánnyá választotta magát a rendekkel majd felvette a helytartói tisztséget (amely hagyományosan a nádort illette meg a király távollétében). Paradox módon egyszerre két uralkodó helytartójaként is szolgált, mert mind Izabella, mind Ferdinánd kinevezte. Az országgyűlés elvben kinevezett mellé egy héttagú Titkos Tanácsot is, amely azonban soha nem működött, mert Fráter György maga hozta a döntéseket, és azokról a tanácsot nem tájékoztatta. Különösen érzékeny volt arra, hogy a külügyeket a kezében tartsa, a főuraknak megtiltotta, hogy tudta nélkül külföldi kapcsolatokat tartsanak fenn. Emellett továbbra is ellátta a kincstartói, 1544-től a főbírói, 1551-től az erdélyi vajdai, valamint a váradi és csanádi püspöki (1547-től az erdélyi püspökit is) feladatokat. Ő rendelkezett valamennyi, a kincstárat illető, valamint a két püspökség jövedelmével és folytatta korábbi, jól profitáló kereskedelmi tevékenységét is. Ezekből finanszírozta a hadsereget, az államapparátust, erődítéseket emeltetett. Kiadásairól azonban nem volt hajlandó elszámolni a rendeknek. Az Izabellával történő egyre gyakoribb összecsapások egyik fő oka az volt, hogy a barát nem biztosított elegendő pénzt az udvar fenntartására azon a színvonalon, amelyet a királyné elvárt volna.
Külpolitikájának egyik sarokköve volt, hogy – amíg sikeres lázadásra esély nem mutatkozik – rendszeresen hűségéről biztosította a szultánt és lehetőleg időben befizette a Porta által kirótt adót. Ferdinánd, sőt néha V. Károly császár időnként felszólították, hogy adjon csapatokat a törökök elleni hadakozáshoz (pl. Szulejmán 1543-as hadjárata alkalmával), de ezeket mindig megtagadta, mert félt hogy eljátssza a szultán bizalmát. Emiatt a Habsburgok a kereszténység elárulásával vádolták. A Német-római Birodalmat ebben az időben lekötötte a belső vallásháború és a franciákkal való konfliktus, így egy teljes erejű török háborúról szó sem lehetett.

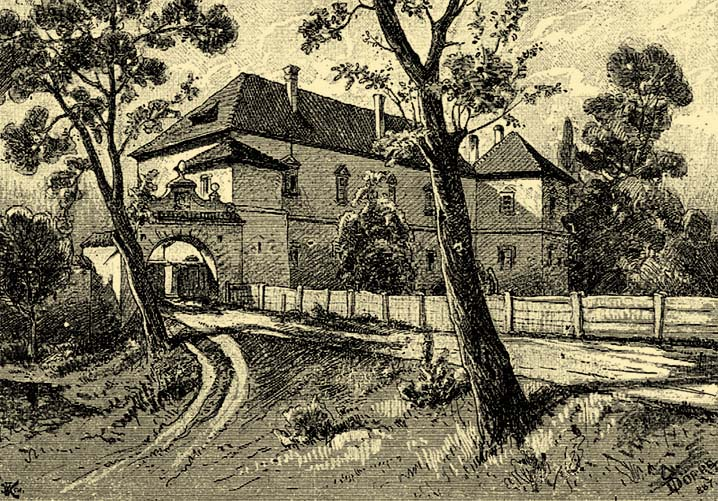
Az alvinci kastély (Dörre Tivadar 1890 körüli rajza)

Helytartóként és főkapitányként György feladata volt, hogy megakadályozza Erdélyben a reformáció terjedését, bár egyéb teendői miatt erre kevés ideje jutott. Az 1545-ös debreceni országgyűlés kimondta, hogy senki se tűrjön meg lutheránusokat a birtokán, és ezt a határozatot Fráter Györgynek kellett betartatnia. Ugyanebben az évben a tordai országgyűlésen úgy határoztak a rendek, hogy „senki se hozzon be semmilyen vallási újítást” és ne akadályozza hivatása gyakorlása gyakorlásában a papokat és szerzeteseket. Amikor Heltai Gáspár és prédikátortársai megkezdték a Biblia magyarra fordítását, a fehér barát ezt megtiltotta és pénzbírsággal sújtotta őket.
Fráter György bíborossá tétele először 1548-ban merült fel, amikor III. Pál pápa szövetségeseket keresett a Habsburgok ellen. 1550-ben az újonnan megválasztott III. Gyula ismét kilátásba helyezte a bíborosi kalapot és levelezésük szerint a politikába belefáradt György hajlott arra, hogy miután átadta Erdélyt Ferdinándnak, Itáliába költözzön és a Szentszéknek dolgozzon. A pápa végül 1551. október 12-én emelte őt bíborosi méltóságra és egyben kinevezte őt esztergomi érsekké.

### Építkezései
Fráter György nevéhez csak néhány nagyobb épület létrehozása fűződik. A legjelentősebb a szamosújvári (vagy újbálványosvári) vár, amelynek építésére még János király adott parancsot 1539-ben a kolozsvári út ellenőrzésére. Tervezője egy bizonyos Domenico nevű olasz mester volt. A várban épült az ún. Martinuzzi-palota, amely még a barát halálakor sem készült el teljesen. Fráter György figyelemmel kísérte az építkezést, szolgálatra kötelezte a környék lakóit, a közeli Beszterce városának pedig az építőanyagot kellett szolgáltatnia. A vár az ún. olaszbástyás erődítési stílus legkorábbi erdélyi megjelenése, és itt őrizték a kincstár egy jelentős részét.
Az alvinci domonkos kolostorépületet 1546 körül került György kezére és ekkoriban kezdte átalakíttatni várkastéllyá. A hatszög alakú épületegyüttest fal, sarokbástyák és felvonóhidas kapu védték. Tervezője nem ismert, de a reneszánsz stíluselemek alapján észak-itáliai lehetett. Mára a kastély romba dőlt.

## A nyírbátori egyezmény

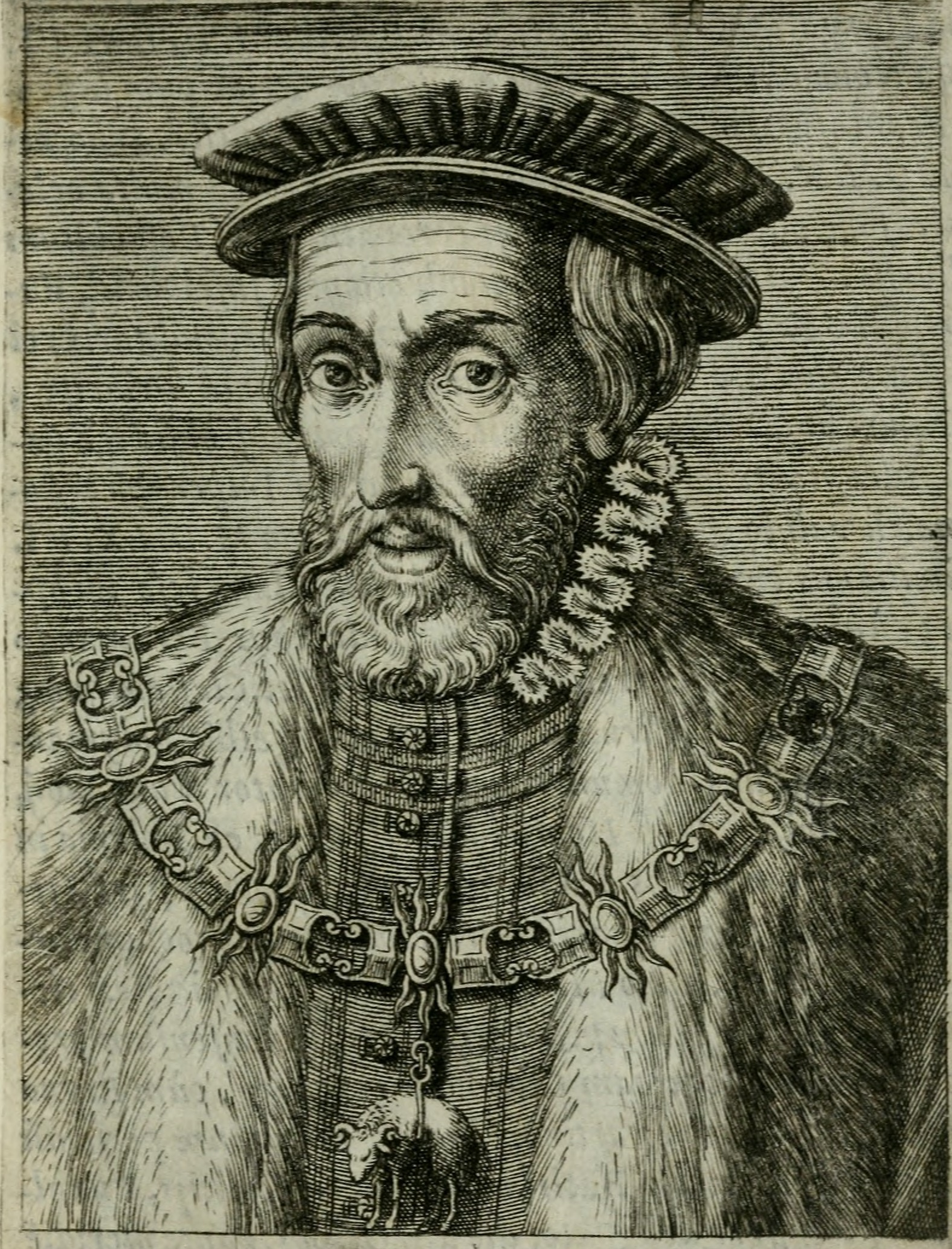
Habsburg Ferdinánd

1547-ben a Habsburgok és Szulejmán öt évre szóló fegyverszünetet kötött, majd a szultán a következő évben Perzsia ellen indított hadjáratot. Fráter György sürgette Ferdinándot és V. Károlyt, hogy addig egyesítse Magyarországot, amíg a törökök keleten vannak lekötve, de a császár a békeszerződésre hivatkozva elutasította a javaslatukat. György barát azonban attól tartott, hogy a törökök Buda példájára a keleti országrészt is vilajetté akarják átalakítani (ezt bizonyította, hogy korábban követelték stratégiai fontosságú várak átadását) és nem akarta veszni hagyni a kedvező lehetőséget. Ha a Habsburgokat nem is sikerült rávenni a harcra, ismét elővette a korábbi gyalui megállapodást és közölte Ferdinánddal, hogy készen áll átadni Erdélyt a számára. A feltételeket rövid idő, mintegy egy hónap alatt újratárgyalták, eszerint János Zsigmond és Izabella a lemondásért cserébe megkapták volna a sziléziai Oppelnt és Ratibort, János Zsigmond pedig feleségül veszi Ferdinánd Johanna nevű lányát. Az egyezményt 1548. szeptember 8-án írták alá a nyírbátori Báthory-kastélyban, de végrehajtását felfüggesztettek, amíg Ferdinánd erős hadsereget nem küld Erdélybe.
A helytartó azonban a megállapodás megszervezéséből és megkötéséből kihagyta Izabellát. A királyné rendkívül dühös lett, amikor megtudta, hogy a háta mögött döntöttek az ő és a fia sorsáról és levelet küldött Isztambulba, amelyben azzal vádolta a barátot, hogy elárulta a szultánt és kérte Szulejmánt Fráter György eltávolítására. A szultán egy csausz közvetítésével felszólította az erdélyieket, hogy ne engedelmeskedjenek többé György barátnak, fogják el őt és élve vagy halva küldjék el Isztambulba. Egyúttal a helytartói és kincstartói tisztséget Petrovics Péterre ruházta át és utasította Kászim budai pasát, hogy 17 ezres sereggel vonuljon be Erdélybe. Petrovics és Izabella hívei nyílt lázadást hirdettek György barát ellen, küszöbön állt a belháború és a külső támadás.
Fráter György a feszült helyzetben országgyűlést hívott össze Medgyesre, ahol meggyőzte a rendeket, hogy mindenképpen kerüljék el a polgárháborút. Követségével elküldte az évi adót és drága ajándékokat Isztambulba, amivel sikerült kiengesztelnie a szultánt. Eközben a moldvai és a havasalföldi vajda is betört Erdélybe, a Petrovics szolgálatában álló rácok pedig elfoglalták Csanádot. 1550 októberében Fráter György 24 ezres serege ostrom alá vette a Gyulafehérváron tartózkodó Izabellát és Petrovics Pétert, de a főurak nyomására október 12-én kibékültek egymással. Izabella pedig megírta a már Lippánál tartózkodó Kászim pasának, hogy már nincs szükség a segítségére, a törökök azonban tovább nyomultak előre. A helytartó általános felkelést hirdetett, amivel igen jelentős, 30-40 ezres sereget toborzott össze. A székelyek és a szászok kiszorították a moldvai és havasalföldi csapatokat, a fősereg pedig a Maros-menti manőverezéssel csata nélkül visszavonulásra késztette a budai pasát.
Bár a közvetlen veszélyt sikerült elhárítani, a feszültség megmaradt. Izabella a Nagyenyedre összehívott országgyűléssel megpróbálta megfosztani hivatalaitól György barátot, aki 1551 májusában ostrom alá vette, és elfoglalta Gyulafehérvárt, ahol a királynéhoz hű katonaság állomásozott. Eközben Erdély körül több ponton összegyülekezett az kb. 10-12 ezer fős spanyol–német–magyar zsoldossereg, amelyet Ferdinánd a keleti országrész átvételéhez küldött és amelyet Gianbattista Castaldo tábornok vezetett és június elején bevonultak Kolozsvárra. Izabella látta, hogy helyzete reménytelen és 1551. július 19-én aláírta a lemondó nyilatkozatot. A Szent Koronát átadták Castaldónak, a kezén lévő várakat György barátnak, majd augusztus közepén fiával együtt Kassán keresztül Sziléziába távozott. Ferdinánd Erdély kormányzását a barátra bízta.
Az erdélyi fejlemény híre júliusban ért el Isztambulba és Szulejmán utasította Szokollu Mehmed ruméliai beglerbéget, hogy űzze ki a tartományból Ferdinánd katonáit. Nagy ellenállásra számítottak ezért a vidini és nikápolyi beglerbég, a román vajdaságok, valamint a dobrudzsai tatárok is küldtek segédcsapatokat, így a fővezér végül kb. 50 ezer katonát vitt magával. Fráter György sietve elküldte az éves adót a törököknek és több levélben magyarázkodott a beglerbégnek, hogy a németek csak az áruló Petrovics Péter váraiba kerültek helyőrségnek, Erdély pedig továbbra is a padisah hűségén marad. Szokollu ostrom alá vette a határmenti Petrovics-várakat, mire Fráter György (remélve hogy ezzel kielégítheti a török vezért és az visszavonul téli szállására) utasítást adott a csanádi helyőrségnek, hogy adják fel az erődöt. Lippa is török kézre került, mert a polgárság megadta magát, holott Szokollu Mehmed már a szállására vonult és nem gondolt ostromra.

## Fráter György meggyilkolása

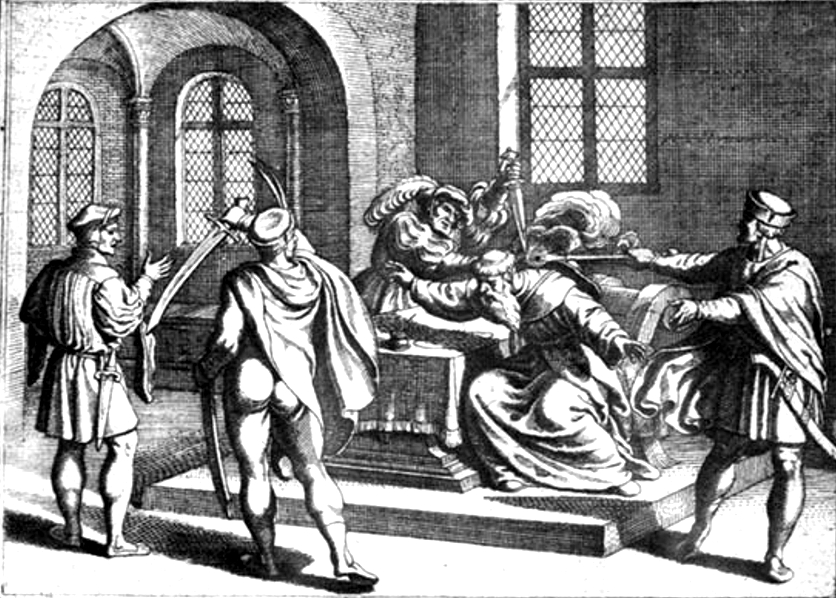
Fráter György meggyilkolása

A török fősereg elvonulása után Castaldo a királyi és erdélyi csapatokkal ostrom alá vette Lippát, amelyet csak néhány ezer török tartott. A barát – hogy ne játssza el végleg a szultán jóindulatát – amellett érvelt, hogy hagyják elvonulni a helyőrséget, és több alkalommal tárgyalt is a védőkkel. Castaldo – Ferdinánd parancsát követve – rohamot és a védők megölését kívánta, de a haditanácson végül György érvei győztek; a helytartó élelmiszerrel és lovakkal is ellátta a kivonuló törököket. A császári tábornok már ekkor gyanakodni kezdett, hogy Fráter György a törökök kezére akarja átjátszani Erdélyt, hogy ott (most, hogy János Zsigmond külföldre távozott) zavartalanul uralkodjon. Gyanúja tovább erősödött, amikor a helytartó megkérte, hogy zsoldosait a Tiszántúlon, magyar falvakban (és nem a Habsburgokhoz hű szászoknál) teleltesse, mert ott kevésbé voltak szem előtt a törökök számára. Attól tartott, hogy katonáit és őt magát is le akarja gyilkoltatni. György barát Ferdinándot ugyan rendszeresen tájékoztatta lépéseiről, Castaldóval azonban nem működött együtt, szokása szerint terveit és cselekedeteit nem tárgyalta meg senkivel. Az osztrák főherceg még júniusban így írt a tábornoknak: „…reméljük, hogy György barát jól és hűségesen fogja viselni magát, neked mégis megparancsoljuk és elrendeljük, hogy ha úgy látod, hogy ő nekünk nyilvánvalóan ártani szándékozik, ellene úgy cselekedj és tégy, ahogy azt országunk és alattvalóink szüksége megköveteli”.
Castaldo 1551. december 16-án felkereste Fráter Györgyöt annak alvinci kastélyában, és a későbbi tanúvallomások szerint csúnyán összevesztek, mert a barát nem volt hajlandó beszámolni neki cselekedeteiről. A tábornok ezután fegyvereseket rendelt a kastélyba (ahonnan a helytartó testőrsége korábban Gyulafehérvárra előrement). Éjjel egy-két óra körül Castaldo titkára, Marcantonio Ferrari, Sforza Pallavicini kapitány, valamint néhány másik fegyveres berontottak a még ébren levő Fráter György szobájába, és kés- meg kardszúrásokkal, puskalövésekkel meggyilkolták. Egyik fülét, melyről azt tartották, hogy születésétől fogva szőrös volt, levágták, és az egyik spanyol zsoldos bizonyítékként elvitte Ferdinándhoz. Ezután a katonák elvonultak, a személyzet pedig elmenekült, így a barát holtteste egész télen, hetven napon át hevert ott a szobában, ahol meggyilkolták. Csak 1552 februárjában mentek érte fel a gyulafehérvári káptalan emberei, és a Szent Mihály székesegyház kriptájában temették el, 1552. február 25-én.

### A merénylet utóélete
Castaldo gróf jelentést tett Ferdinánd királynak, aki a felelősséget magára vállalta, és 87 pontból álló vádirattal követet küldött III. Gyula pápához, hogy magát és kapitányait kimentse, egyben Fráter György árulását bebizonyítsa. Mivel György barát bíborosi rangot viselt, magas rangú egyházi személy volt, ezért Bécs és Róma között igen komoly bonyodalmak keletkeztek. A pápa aligha adott hitelt a vádaknak, sőt erősen gyanakodott Castaldóra és Ferdinándra is. Utasítására Geronimo Martinengo nuncius és Bondenarius bécsi prépost 1553 márciusa és 1554 márciusa között összesen 139 tanút hallgatott ki az ügyben. A négy bíborosból álló vizsgálóbizottság Ferdinánd állandó sürgetése mellett, hosszú vonakodás után 1555. február 14-én hozott ítéletet a pápa nevében, azzal az indoklással, hogy a gyilkosságot „Krisztusban legkedvesebb fiunknak, Ferdinánd római királynak parancsából” követték el, ezért a királyt (mint egyedül Istennek felelős, felkent uralkodót) és a gyilkosságban résztvevőket, illetve valamennyi segítőjüket felmentették. A per érdekessége, hogy a gyilkosok vádolták be az áldozatukat, a kihallgatandó tanúk névsorát ők maguk állították össze, ezek közé Izabella királyné neve is bekerült, de az ő kihallgatására végül nem került sor.
Castaldo a merénylet után egyedül maradt a tartomány élén, de a török elleni védelmet nem tudta megszervezni, a helyiek nem hallgattak a parancsaira. Katonái ellátása nehézségekbe ütközött, a nemesség nem volt hajlandó hadra kelni, így 1553 márciusában szinte menekülve távozott Erdélyből.

## Megítélése

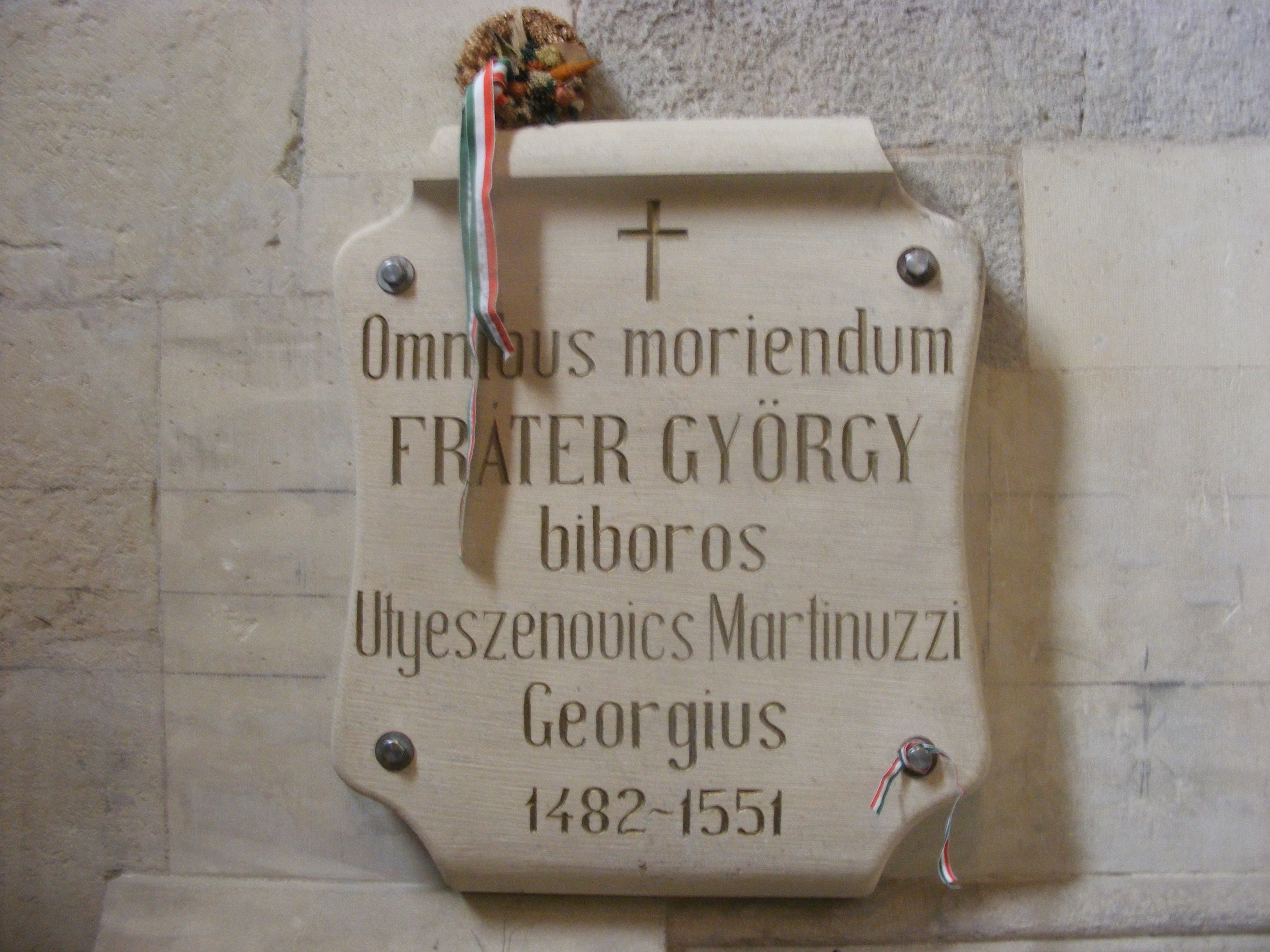
Fráter György síremléke a gyulafehérvári érseki székesegyházban

A szerény származású, egyszerű pálos szerzetesből a 16. század 30-40-es éveiben Magyarország legbefolyásosabb politikusa vált. Országos súlyú döntéseket hozott, uralkodókkal tárgyalt, személyesen beszélt Szulejmán szultánnal. Akkora befolyása volt, amelytől mindenki tartott és még azok is gyűlölték, akiknek hasznára volt. Alakja az akkor már letűnőben levő kor olyan katona-püspökeit idézi, mint Bakócz Tamás vagy Tomori Pál.
Castaldo így írt róla: „…az emberinél mélyebb értelem sem elegendő ezen ember természetének és jellemének kifürkészésére. Ő ugyanazon pillanatban nevet és sír, ígér és tagad, szent szándékot és ördögi tetteket nyilvánít… Az az érzésem, olvas gondolataimban, mert ugyanazon pillanatban, midőn inkább úgy vélekedem, hogy semmi bajom nincs véle, úgy intézi a dolgot Fenséged szolgálatában, hogy eszem is elvész belé…” A bécsi velencei követségen dolgozó Antonio Mazza 1541-es leírása szerint fortélyos, ravasz és igyekvő ember volt, aki nem szégyellte kimutatni pénzsóvárságát és János király udvarában pénzfelhajtó képessége miatt nagy tiszteletnek örvendett. Nagylelkű, ugyanakkor hiú ember volt, aki a változást és az új dolgokat óhajtotta, ambiciózusnak, de gőgösnek ismerték és csak kevesen szerették meg. Bethlen Farkas feljegyezte, hogy Ferdinánd kijelentette: semmit sem irigyel Szapolyai Jánostól, csak a Barátot, mert annak tehetsége tízezer katonával felér.
Tetteiről, a kortársak megítélésről rendkívül sok információt tartalmaz az a hatszáz oldalas nyomozati jegyzőkönyv, amelyet a Szentszék állított össze a bíboros meggyilkolása utáni per során. A per során a bírák azonban – ha kimondatlanul is – arra törekedtek, hogy Fráter György bűnösségének, hazaáruló mivoltának kimondásával felmentsék Ferdinándot meggyilkoltatásának vádja alól.
Élete évszázadokon át az utókor érdeklődésének homlokterében állt. Alakjáról, történelmi szerepéről történészi elemzések és szépírói alkotások sora íródott. A kortársak szidalmazásainak, indulatainak helyét idővel átvette annak megértése, hogy történelmi szükséghelyzetben néha kényszerű döntéseket kell hozni. Forgách Ferenc néhány évtizeddel később már a megváltozott közhangulat szerint írta: „Az emberek már – visszaemlékezve a hatalmas tettekre – Györgynek a kiválóságát bámulták… ha ma élne, mindnyájunk nagy veszedelmében nem késnék, hanem fellobbanna vitézsége, s a fenyegetett hazának segítségére sietne.”

## Műveinek kiadásai
- Frater György levelezése 1535–1551; sajtó alá rend. Károlyi Árpád; Athenaeum, Bp., 1881

## Irodalmi, televíziós említések
- Jókai Mór: Fráter György, Bp. 1893.
- György barát. Televíziós sorozat, MTV, 1972. Író: Nemeskürty István, rendező: Hajdufy Miklós
- Miért? 1551. december 16.: Fráter György meggyilkolása, MTV Videotár, 2011. január 22.
- Az ELTE ÁJK Perjátszó Körének Fráter György szentszéki pere, ELTE ÁJK Aula Magna, 2010. november 17.
- Somlyai László: Fráter György,  Dacia, Kolozsvár, 1970. [dráma]
- Lissák György: Az aranykígyó, Gondolat, Budapest, 1970. [történelmi dokumentum-regény]